# Fatima bint Musa
Fātima bint Mūsā' al-Kādhim (även känd som Fātimah al-Ma‘sūmah - "Fātimah den oskyldiga", Fateme-ye Masume och Masume-ye-Qom), född 790 i Medina, död 816 i Qom, var dotter till den sjunde shiaimamen Musa al-Kazim och syster till den åttonde shiaimamen Ali ar-Rida. Hon var ett muslimskt helgon och välkänd berättare av hadith.
Fatima lärde sig alla de islamiska lärorna från sin far Musa al-Kazim och sin broder Imam Reza, och hon förmedlade hadither från dem. Hon blev känd som Alima (den lärda kvinnan) och Muhadditha (den kvinnliga hadithförmedlaren). Återberättelserna som citerats av Fatima hör till de mest autentiska återberättelserna som finns i olika hadithböcker.
År 823 reste Fatima från Medina till Khorasan för att ansluta sig till sin bror Imam Reza. Hon reste dit i en karavan bestående av 23 personer och som leddes av Harun ibn Musa ibn Jafar. En annan karavan bestående av 12 000 personer reste också till Khorasan i samband Fatimas resa. Den andra karavanen leddes av Ahmad ibn Musa al-Kazim. När de två karavanerna nådde en stad som hette Saveh attackerades de av fiender till profeten Muhammeds familj. Många blev martyrer, inklusive Harun, och många andra skadades eller blev tillfångatagna, och några lyckades fly. En kvinna tillhörande fienden hällde gift i Fatimas mat vilket gjorde att hon blev sjuk. Hon reste sedan till Qom och stannade några dagar där, och dog sedan av sin sjukdom och begravdes där.
Hennes grav i Fatima Masumahs helgedom är en av de heligaste platserna inom shiaislam. Varje år besöks hennes helgedom av miljontals följare till Ahl al-Bayt, och varje år reser tusentals shiamuslimer till Qom för att hedra henne vid hennes helgedom.

## Bildgalleri

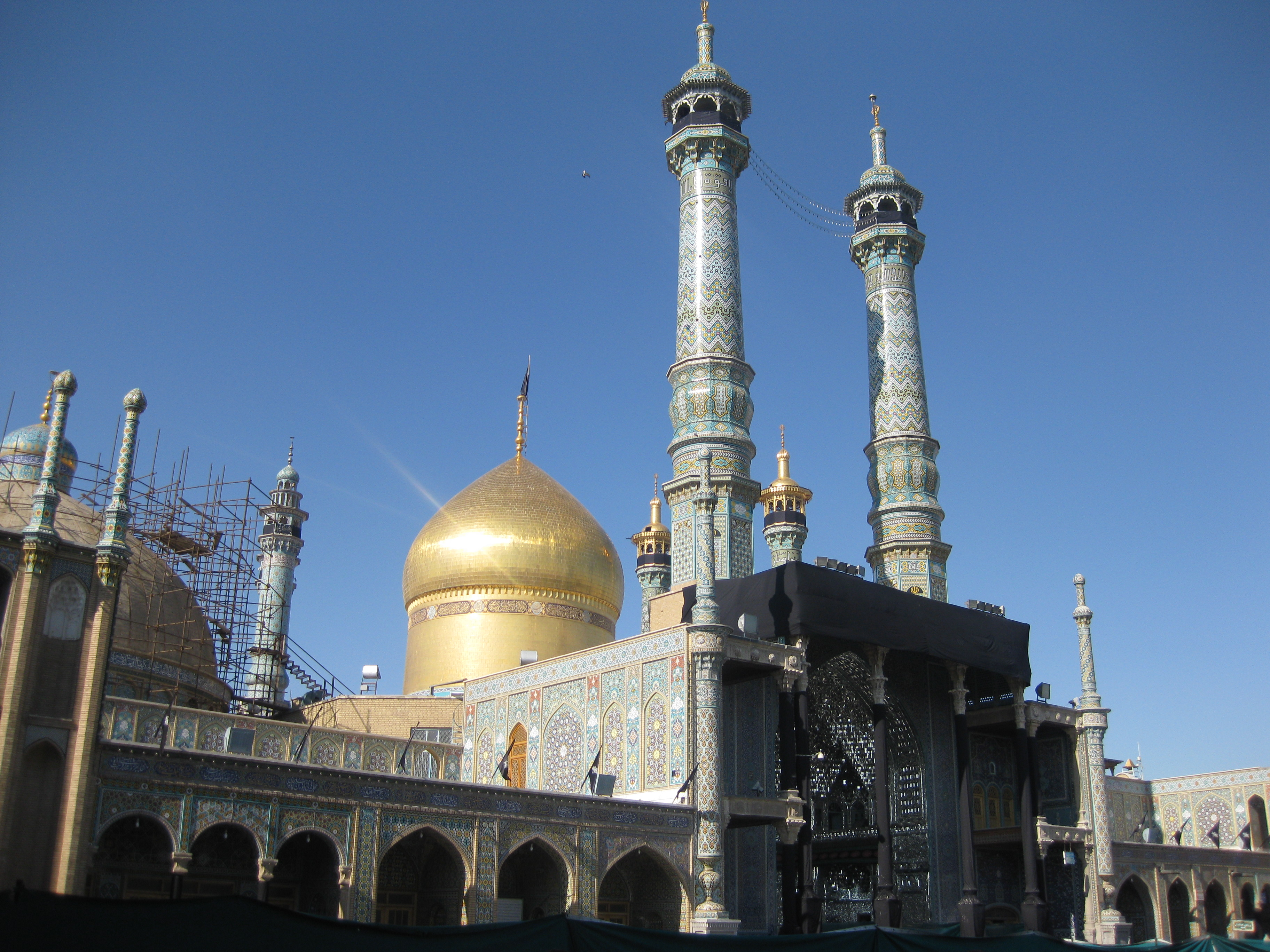
Fatima Masumahs helgedom i Qom.
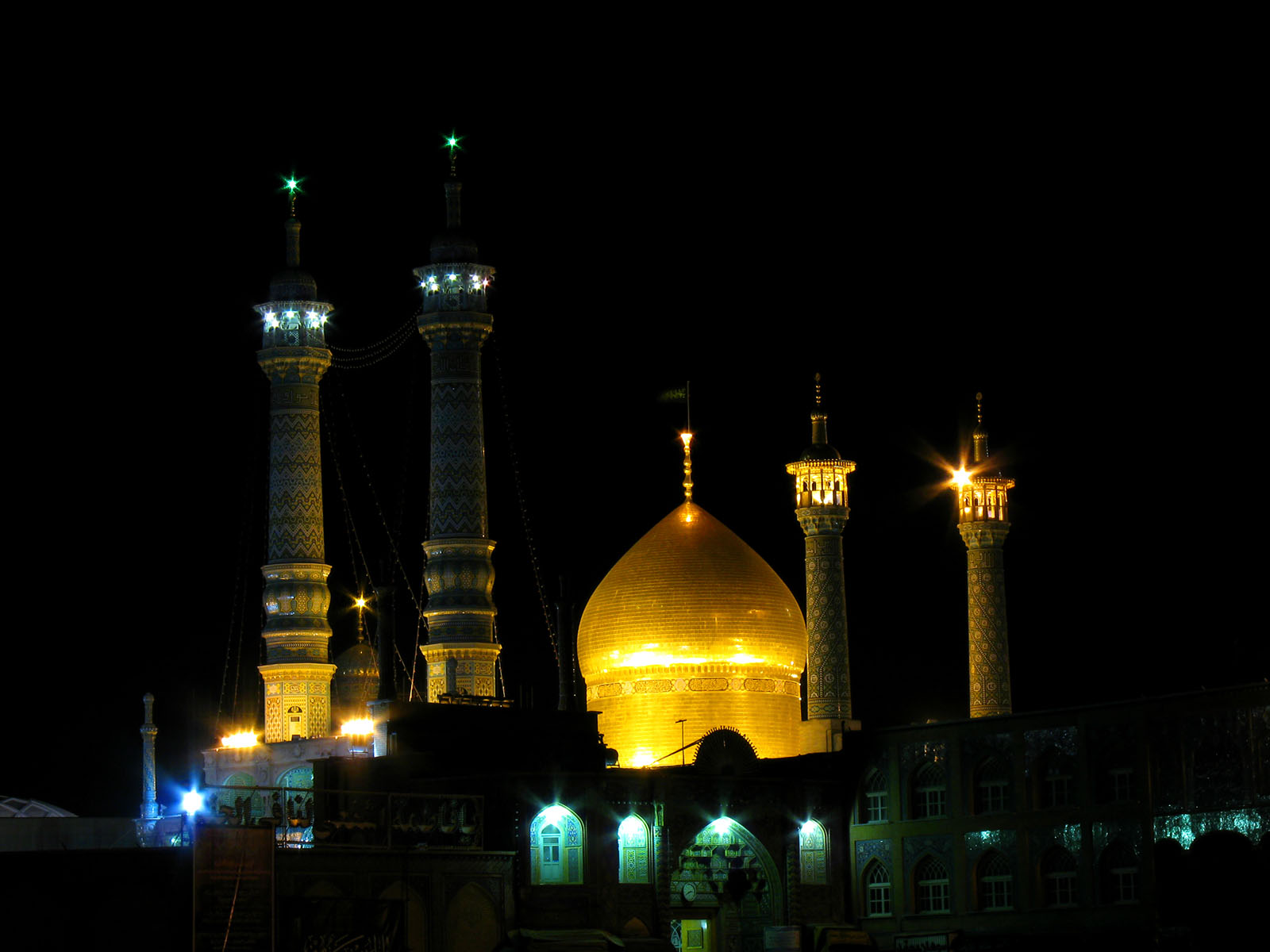
Helgedomen på natten.
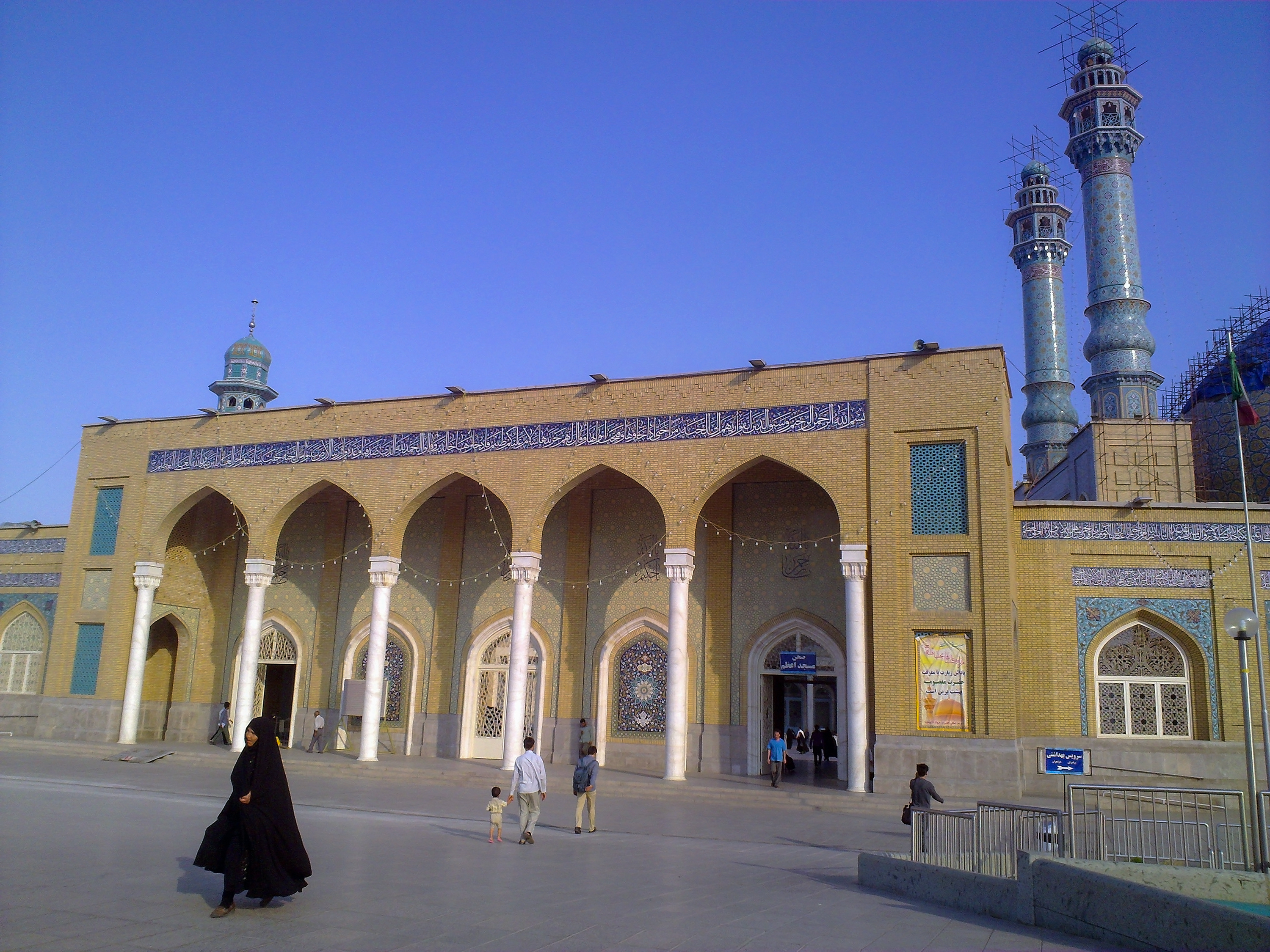
En ingång till helgedomen.
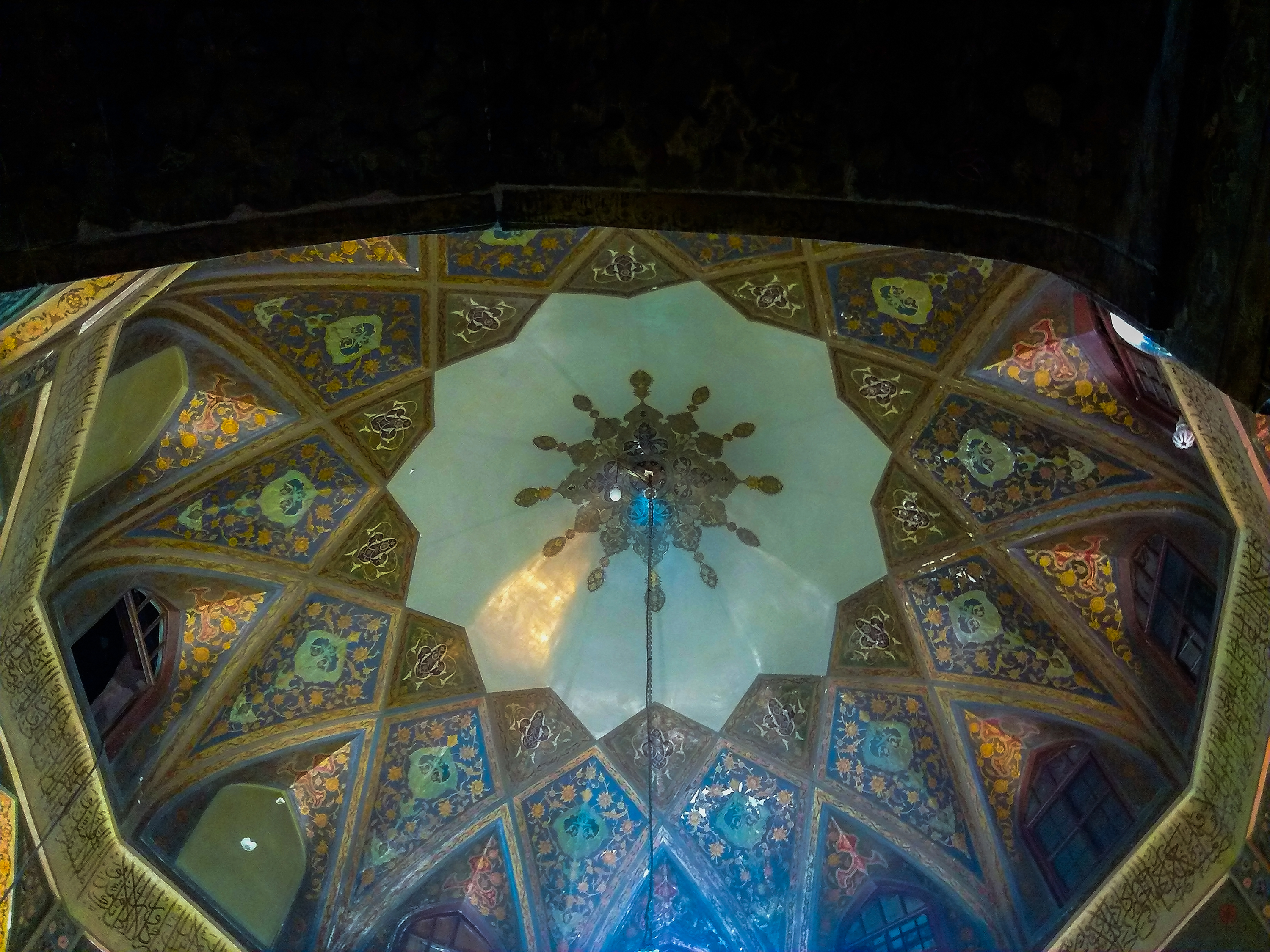
Insidan av en kupol i helgedomen.
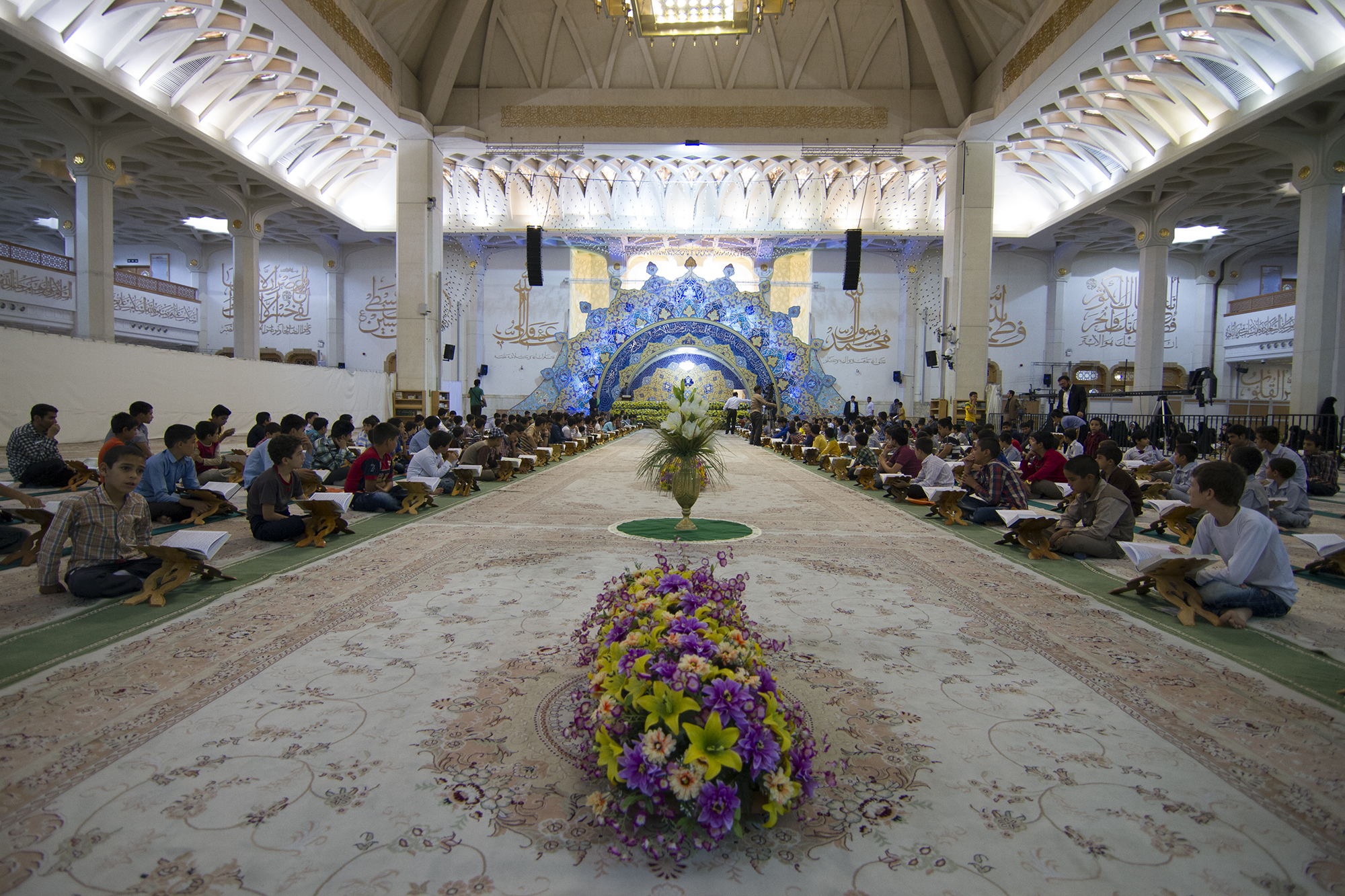
Koranrecitationsceremoni under månaden ramadan i helgedomen.
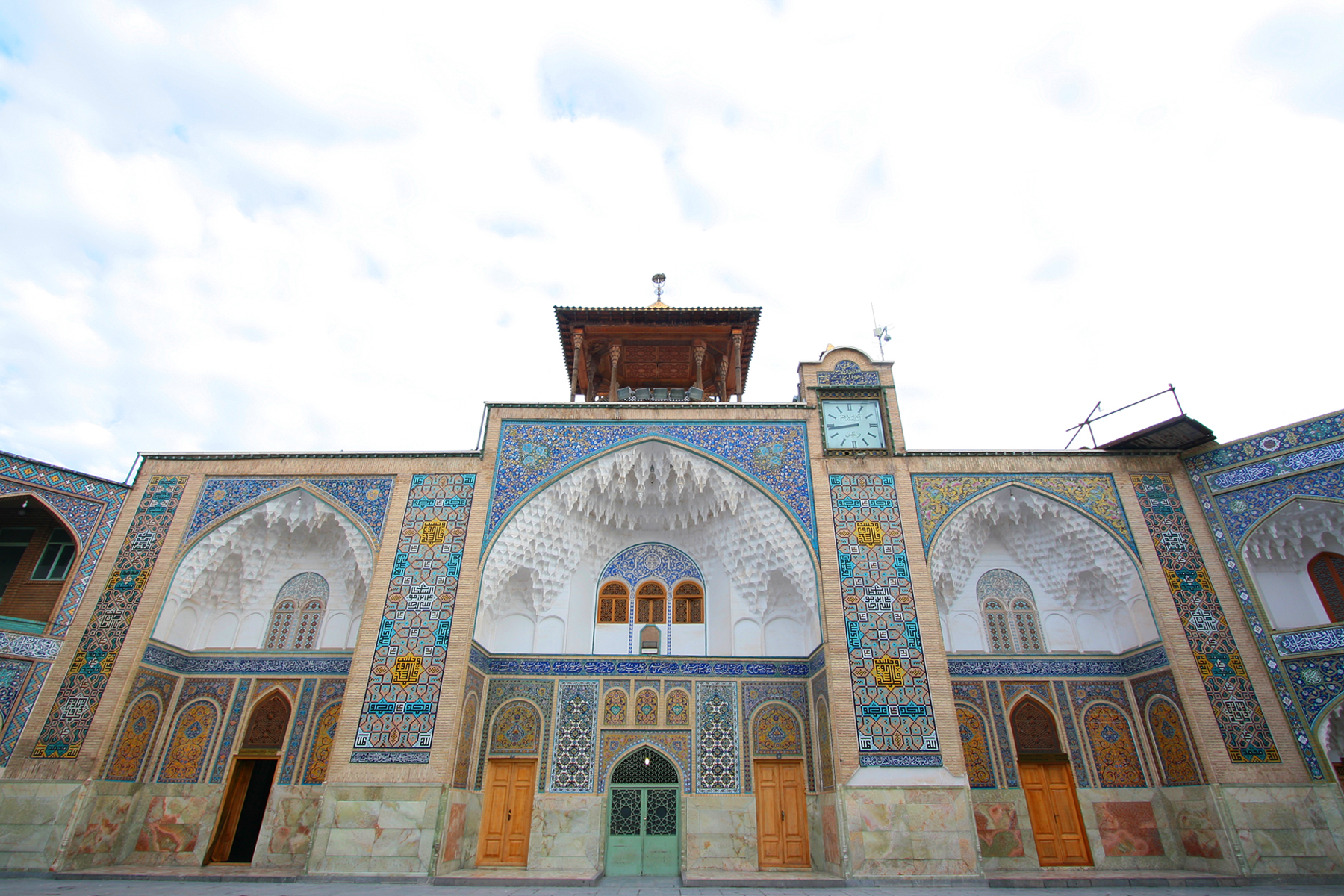
Klocktornet.
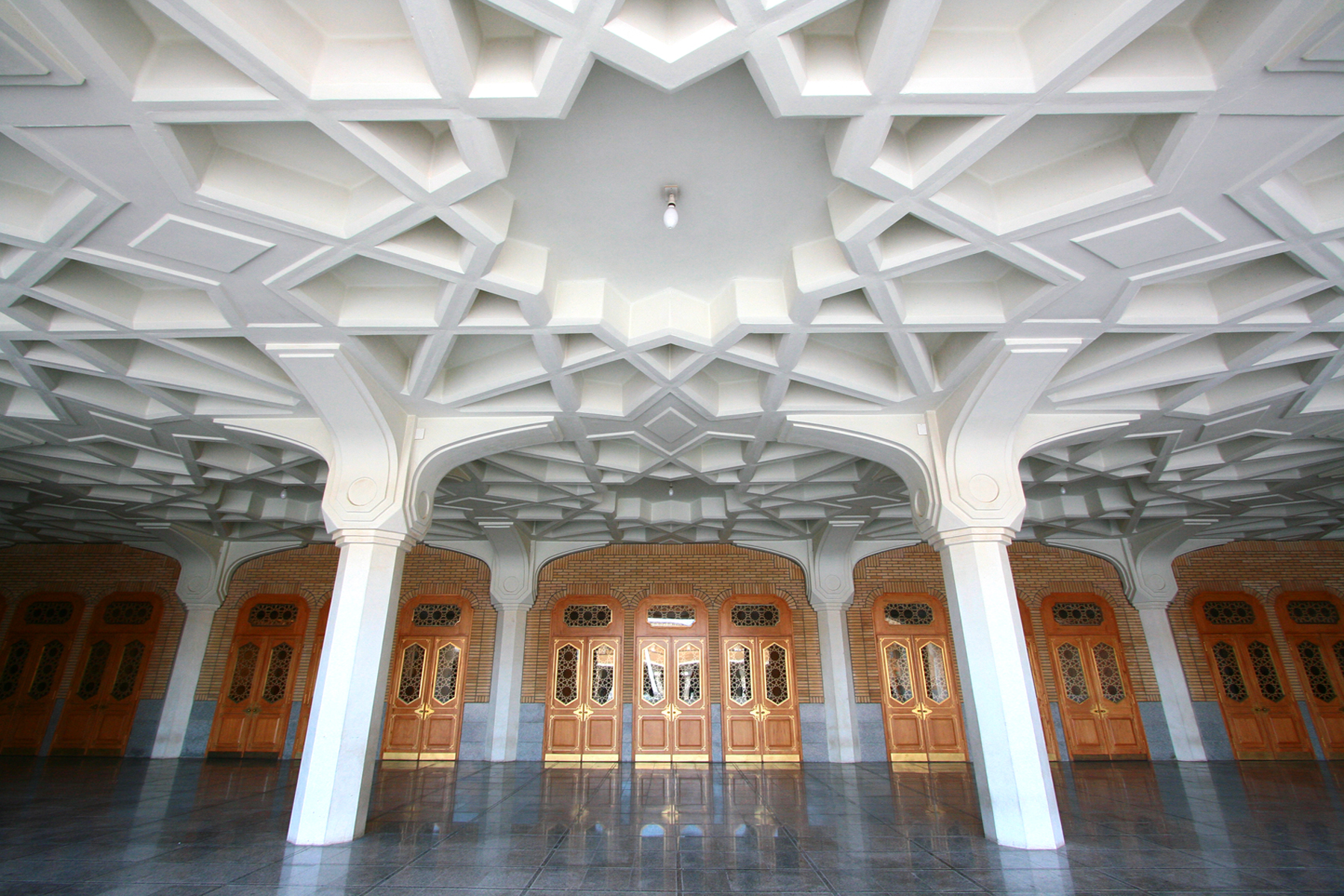
Imam Khomeinis shabestan (en speciell arkitektur).